# Vojtěch Čížek
Vojtěch Čížek (27. srpna 1884 Kolín – 26. června 1942 Mnichov) byl pedagogický pracovník. Během druhé světové války se zapojil do protiněmeckého odboje, kde se stal jedním ze zakladatelů ilegální organizace Petiční výbor Věrni zůstaneme.

## Životopis
Vystudoval gymnázium v Kolíně. Později studoval na univerzitě francouzštinu a němčinu. Po studiích pracoval jako středoškolský profesor historie nejprve na reálce v Pardubicích, později pak v Praze na Malé Straně (tradiční název školy byl Malostranské gymnasium, dnes Gymnázium Jana Nerudy).

### Vojtěch Čížek veřejně činný
Za předmnichovské republiky byl členem národně socialistické strany. Byl čelným funkcionářem "Ústředního spolku československých profesorů" a funkcionářem dalších zájmových organizací českých středoškolských profesorů (byl jejich mluvčím). Organizoval jejich každoroční sjezdy; zpracovával anketu o jejich přípravě a vzdělávání; prosazoval průběžné zvyšování úrovně jejich vzdělání; růst autority povolání středoškolských profesorů v tehdejší společnosti a v obecné rovině zdůrazňoval pedagogické ideály středních škol.
Jeho politické a ideové postoje lze charakterizovat tím, že vycházel z Realistické strany a bezvýhradně se přikláněl k ideálům T. G. Masaryka. Profesor Dr. Vojtěch Čížek udržoval rozsáhlé společenské styky. Jeho vila v Praze na Ořechovce byla společenským salonem. Zde se scházeli představitelé bývalého buržoazního režimu.
Vojtěch Čížek publikoval rovněž množství článků. Udržoval i dlouholeté styky s Francií, kde měl řadu přátel. Byl jednatelem Ústavu skandinávského a nizozemského.
Byl též nositelem válečného kříže. V jeho rozsáhlé pozůstalosti byly např. nalezeny doklady vztahující se k soudnímu sporu, který vedl s akademickým malířem a profesorem kreslení Ludvíkem Vacátkem.

### Vojtěch Čížek v odboji

#### Začátky podzemního hnutí
Krátce po 15. březnu 1939 navštívil MUDr. Viktor Kaufmann Dr. Vojtěcha Čížka v jeho domku na Ořechovce, kde tehdy bydlel (Klidná 284/5, Praha 6 – Střešovice). Jejich debata byla popudem k tomu, aby prof. Vojtěch Čížek začal organizovat ilegální zpravodajskou skupinu. Mělo se jednat o podzemní hnutí, "které musí být nekompromisně protiněmecké, musí přispět soustavnou, dobře organisovanou podkopnou a odbojovou prací k tomu, aby byl svržen okupantský režim, obnovena státní samostatnost a vybudována republika skutečně demokratická a socialistická". A tak se MUDr. Viktor Kaufmann krátce po 15. březnu 1939 zapojil do odboje a záhy se stal jednou z vůdčích osobností v ilegální skupině Petiční výbor Věrni zůstaneme (PVVZ). Do odboje Viktor Kaufmann zapojil záhy i svoji sestru – spisovatelku a překladatelku Hedu Kaufmannovou.
Ilegální hnutí organizované Vojtěchem Čížkem bylo označované později v soudních spisech jako „Cizek und andere“ (v překladu z němčiny "Čížek a ostatní") nebo jej komisaři gestapa rovněž nazývali slovem „odborari“. (ve vzpomínkách Josefa Grni neslo název PRV — Přípravný revoluční výbor). Označení odboráři bylo přiléhavé, protože odráželo záměr jeho zakladatelů, kteří se rozhodli, „že své podzemní hnutí budeme opírati o odborově organisovaně, socialisticky zaměřené dělnictvo a levicově orientovanou inteligenci“. Vytvoření takové odbojové organizace (později označované jako PVVZ (Petiční výbor „Věrni zůstaneme“)) bylo v jistém smyslu (za první republiky) novátorské. Zahrnovalo v sobě spojení dělnictva prostřednictvím odborů s levicově orientovanou inteligencí. A nejen to. Slovy jeho zakladatelů: „Naše hnutí musí pro své účely využít vydatně též církevních kruhů a pracovati úzce s ilegálním hnutím komunistickým. Snaha naší skupiny musí být vytvořit i podzemní hnutí lidové, celostátní, zahrnující i pohraničí a Slovensko...“. Ideový program tohoto hnutí zněl: „Republiku skutečně demokratickou a socialistickou.“ 

#### Zrození odboje
Čížek již na počátku dubna 1939 nalezl možnosti, jak dopravovat zpravodajské informace za hranice protektorátu do západních zemí. Jako první mu přislíbila vyvážet zprávy manželka konzula v Holandsku – paní Erbanová. O něco později mu zprostředkovala spojení do Bělehradu manželka profesora Bandury, který působil na bělehradské konzervatoři. Tímto spojením získával dopisy a vzkazy od centra PVVZ odbojář Václav Žižka, který se do Bělehradu uchýlil po svém útěku z protektorátu. Čížek měl spojení i s Francií, kam posílal zprávy na adresy různých francouzských pedagogů. S nimi se přátelil ještě v době, kdy jezdil jako delegát na mezinárodní pedagogické konference. 
Při hledání pomoci a součinnosti pro ilegální aktivity se Čížek nejprve obracel na své známé z řad profesorů. Také do organizační činnosti zapojil aparát stavovské profesorské organizace, kde mu nejvíce pomáhal její pokladník Hörner. "Ústřední spolek československých profesorů" používal místnosti v Praze v Jungmannově ulici. Ty využíval Čížek jako odbojovou organizační centrálu. Ještě na konci března 1939 požádal Čížek o spolupráci spisovatele Karla Josefa Beneše a jeho manželku – houslistku Ervínu Brokešovou. Do Čížkovy vily v Praze na Ořechovce docházeli pravidelně i vojáci: organizačně schopný štábní kapitán Václav Velínský (někdy uváděn jako Václav Velinský) (krycí jméno "Ofner"), který zastával funkci jakéhosi Čížkova pobočníka; kapitán Jan Slavík a plukovník Jan Satorie. Čížek měl kontakty i na mladoboleslavského odbojáře majora Josefa Frymla (s ním přišel do styku prostřednictvím manželů Hanušových). Jistý přelom nastal, když se Čížek setkal s generálem Jaroslavem Čihákem (krycí jméno "Znamenáček") a vyzval jej, aby zorganizoval vojenskou složku budované ilegální organizace. K tomu ovšem nedošlo, neboť generál Jaroslav Čihák údajně "narazil na Obranu národa a loajálně se s ní sloučil".

#### První garnitura PVVZ
Krátce po 15. březnu 1939 začal docent Josef Fischer intenzivně spolupracovat s rodinou MUDr. Viktora Kaufmanna a navázal spojení s Annou Pollertovou a okruhem lidí kolem ní. Zároveň navázal spojení s profesorem Dr. Vojtěchem Čížkem, který sám organizoval vlastní zpravodajskou skupinu.
A tak se krátce po 15. březnu 1939 v domě Vojtěcha Čížka (Klidná 284/5, Praha 6 – Střešovice) začali scházet odbojáři, aby navázali spolupráci s Čižkovou ilegální skupinou. Tak zde byly položeny základy první garnitury PVVZ. 
Jednalo se např. o tyto osobnosti:
- profesor doktor Josef Grňa;
- MUDr. Viktor Kaufmann;
- Jaroslav Šimsa (zastupoval odbojové pracovníky z řad Ymky a Akademické Ymky; obstarával styk s katolickou církví; jeho prostřednictvím byla do tohoto hnutí zapojena celá řada mimopražských skupin a skupinek, pracující ať už na půdě církve českobratrské nebo Jednoty bratrské)[2];
- pražský advokát, člen řádu svobodných zednářů JUDr. Karel Bondy (nejprve spolupracoval s odbojovou skupinou kolem Antonína Pešla, poté s Čížkovou skupinou a se skupinou profesora Volfganga Jankovce);[p 4]
- JUDr. Milada Horáková – Králová z Národní rady žen;
- Anna Pollertová (viz podrobněji níže);
- generál Jaroslav Čihák (vysoký vojenský činitel)[2];
- major Jaroslav Hájíček (vysoký vojenský činitel)[2];
- docent Dr. Josef Fišer (znalec Palackého a Masaryka)[2];
- Josef Jan Kratochvíl (s ním se Dr. Čížek znal již dříve z práce ve Svazu středoškolských profesorů. Josef Jan Kratochvíl se později stal čelným představitelem PVVZ);
- František Andršt (pracovník v odborech)[2];
- redaktor Otakar Wünsch (pracovník v odborech)[2];
- Václav Housar (pracovník v odborech)[2];
- Bohumír Truksa (pracovník v odborech)[2];
- Václav Tomsa;
- komunistický novinář Dr. Vasil Kaprálek Škrach – tajemník T. G. Masaryka (redigoval vydávání Masarykových spisů)[2];

V poválečných vzpomínkách označili odbojáři Václav Žižka spolu s profesorem Dr. Josefem Grňou (alias "Vlkem") jednoznačně profesora Dr. Vojtěcha Čížka (alias "Tichého") za "hlavu a dynamo" odbojové skupiny PVVZ v první fázi její činnosti. Pramenné materiály nacistického původu označovaly za "centrální" osobnost PVVZ v první fázi buď generála Jaroslava Čiháka nebo profesora Vojtěcha Čížka, případně uváděly, že "organizaci Národní revoluční výbor" založili v létě roku 1939 a vedli společně profesor Vojtěch Čížek a docent Dr. Josef Fišer.

#### Anna Pollertová

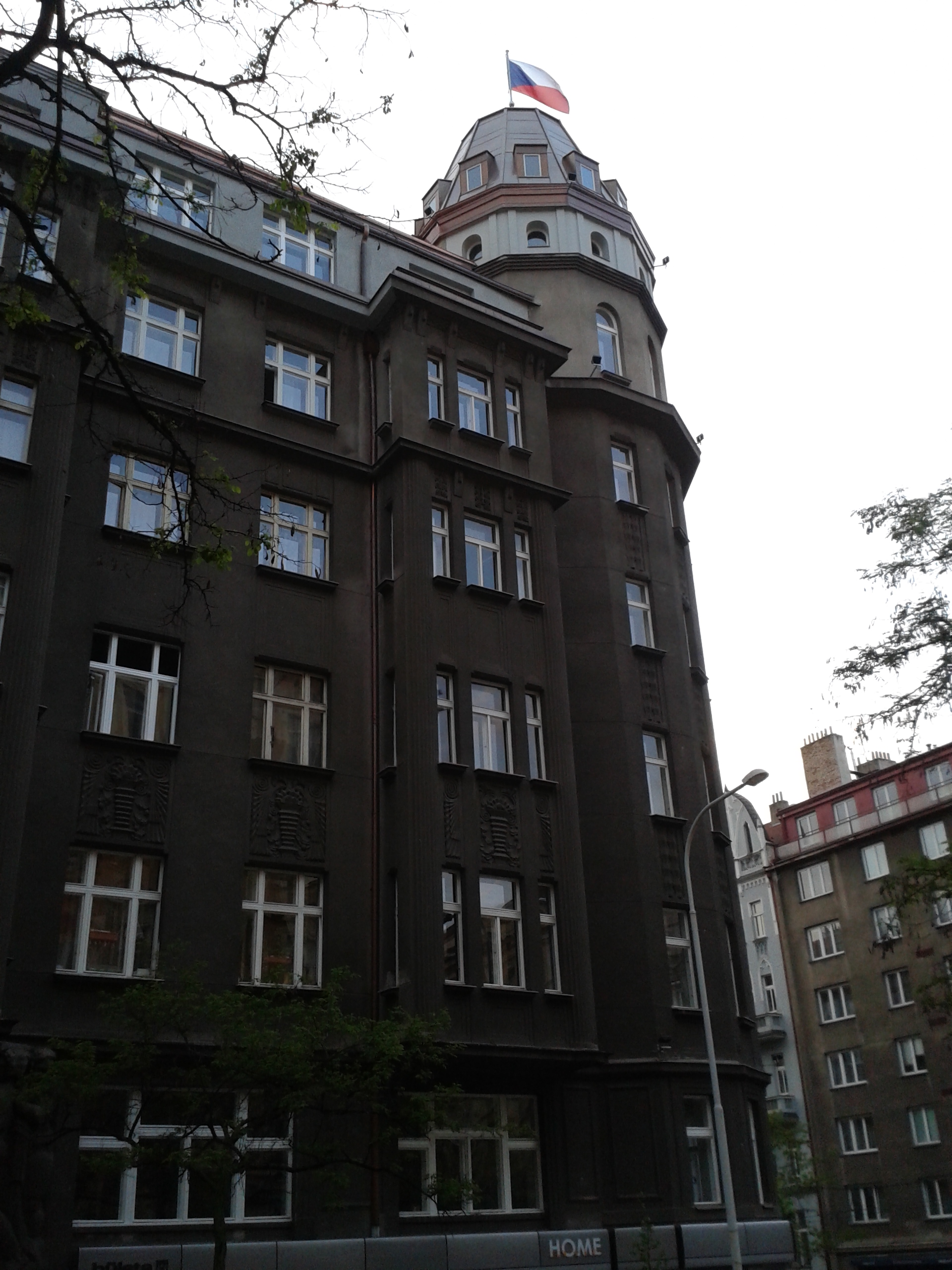
Dům v ulici Anny Letenské 7
GPS:

Důležité místo ve vztazích mezi Vojtěchem Čížkem a výše uvedenými odbojáři zaujímá osobnost Anny Pollertové. Anna Pollertová se díky Dr. Miladě Horákové dostala do kontaktu s odbojovou skupinou RU-DA již v únoru roku 1939. Některých odbojových schůzek skupiny RU-DA se zúčastňoval i Vojtěch Čížek.
Skupina RU-DA (ještě před navázáním spolupráce s Annou Pollertovou) zprostředkovávala odesílání zpráv do zahraničí především přes francouzské vyslanectví, které je posílalo dál, zejména do Francie. Kontakt s francouzskou zaměstnankyní vyslanectví udržovala členka skupiny RU-DA „Božička“ Hovorková. Ta na velvyslanectví předávala zprávy, určené k transportu do zahraničí. Božička odmítla další spolupráci v létě 1939. V této době prof. Čížek následkem duševního přepracování a vyčerpání začal budit známky „ustrašenosti“. Ukončením spolupráce s Božičkou tak skupina prof. Čížka přišla o spojení se zahraničím. Organizace RU-DA byla o přerušení spojení informována. "Nasměrovala" proto prof. Čížka do bytu Anny Pollertové v domnění, že by ho „spolupráce na jiném odbojovém úseku“ mohla dostat „z částečné depresivní krize“.
V bytě Anny Pollertové (Ve Pštrosce 7 – nyní (2016) Anny Letenské 34/7, Praha – Vinohrady) se konaly schůzky představitelů odbojových skupin. V létě 1939 byl do tohoto bytu přiveden prof. Vojtěch Čížek a o několik týdnů později docent dr. Josef Fischer. Tady se prof. Čížek seznámil s manželi Baumovými (RNDr. Jiří Baum a Růžena Baumová) i doc. dr. Josefem Fischerem. Většina schůzek v bytě A. Pollertové měla informativní ráz, protože zvláštní úkoly byly projednávány s jednotlivými účastníky zvlášť (z důvodů konspirace a vyšší bezpečnosti).
Anna Pollertová opatřovala ilegální ubytování pro členy organizace PVVZ. Jménem Zdeny Pátkové najímala mnoho bytů v různých částech města, kde pod smyšlenými jmény JUDr. Karel Bondy, prof. dr. Vojtěch Čížek, doc. dr. Josef Fischer, generál Jaroslav Čihák a ostatní trávili příležitostně jednotlivé noci. Další přístřeší používané pro tyto účely příležitostně poskytoval i byt manželů Baumových. Prostřednictvím profesora Dr. Vojtěcha Čížka v domě Anny Pollertové získala mansardový byt i profesorka Jiřina Picková.
Anna Pollertová opatřila také sto tisíc korun, které profesor Dr. Vojtěch Čížek uložil v profesorské záložně. Tyto peníze byly vybírány podle potřeb odboje, podobně jako peníze, které dostal do úschovy JUDr. Vladimír Klouda. Z těchto peněz byly placeny součástky k vysílačkám; z nich žili lidé pracující v ilegalitě; z těchto peněz byly podporovány i rodiny zatčených odbojářů.

#### Zatčení, věznění, ...
Poté, co se první garnituře PVVZ na sklonku roku 1939 podařilo vybudovat základy ilegální sítě, vyvstal před ní problém konspirace. Na konci října 1939 a počátkem listopadu 1939 provedlo totiž gestapo průlom do ilegálních sítí organizací nekomunistického buržoazně demokratického odboje. Zákrok byl odstartován proti vydavatelům a distributorům ilegálního časopisu V boj. Na začátku prosince 1939 proniklo gestapo do sítí Obrany národa (ON) a druhá vlna zatýkání v řadách ON přišla v únoru 1940. Zatýkání v sítích ON pokračovalo až do poloviny roku 1940, kdy byla tato garnitura "armády v podzemí" prakticky zlikvidována.
Vedení PVVZ bylo spjato řadou vazeb jak s ilegálním časopisem V boj, tak i s vojáky z řad Obrany národa. PVVZ již během prosince 1939 hledalo možnosti odchodu svých ohrožených exponentů do zahraniční. To se podařilo jen moravskému důvěrníkovi štábnímu kapitánu Václavu Velinskému (krycí jméno "Ofner") a generálu Jaroslavu Čihákovi (krycí jméno "Znamenáček"). Generál Jaroslav Čihák se na přelomu let 1939 a 1940 ukrýval v Praze Modřanech u rodiny Fousových a odtud pak odešel do emigrace. A právě v době jeho odchodu byl zatčen (v roce 1940) i profesor dr. Vojtěch Čížek. Byl vězněn v malé pevnosti v Terezíně a v Mnichově. Zemřel 26. června roku 1942 ve vězení v Mnichově.

## "Ve Pštrosce 7"

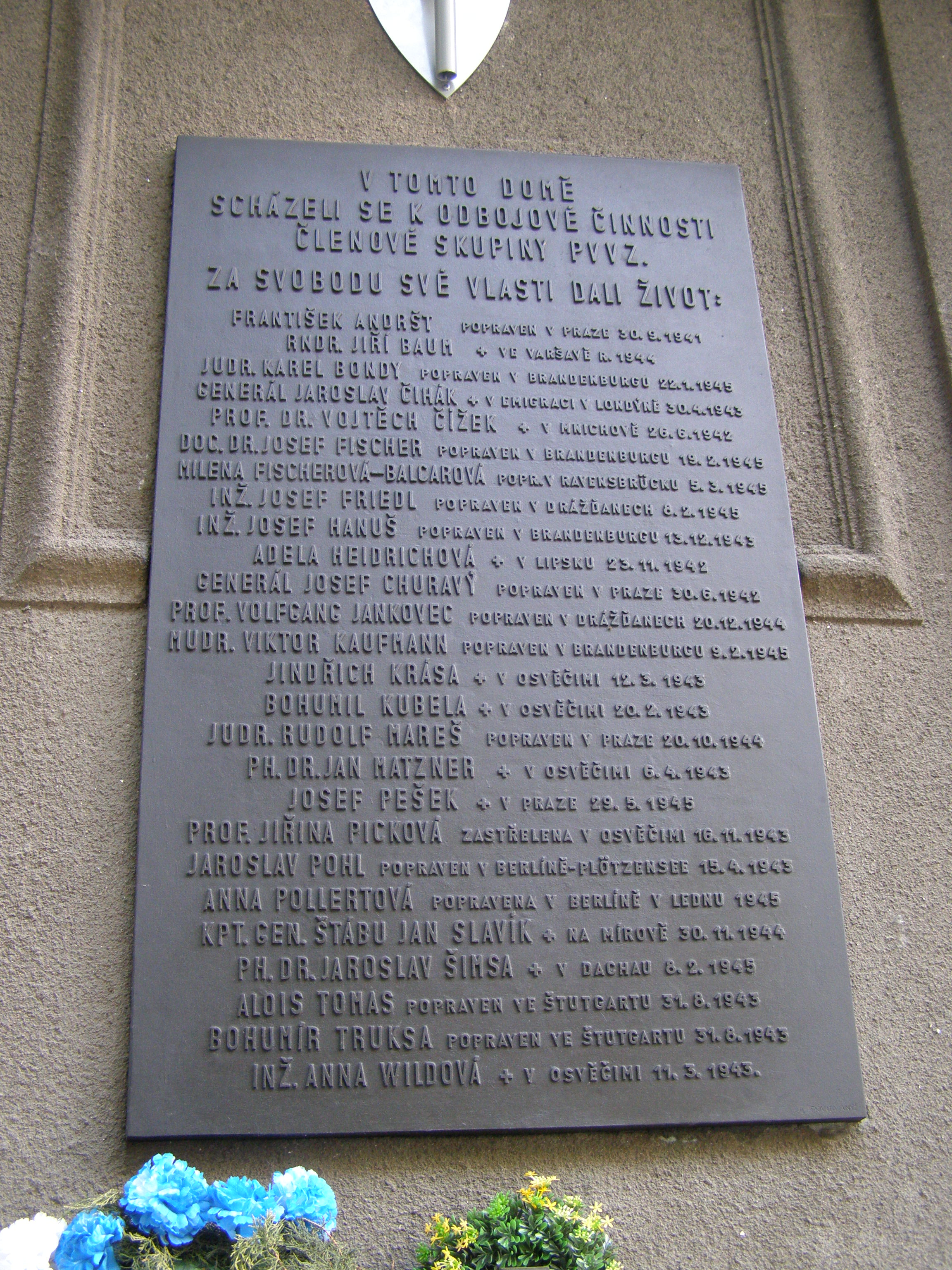
Pamětní deska odbojové
činnosti skupiny PVVZ
GPS:

Dnes se jméno Vojtěcha Čížka nalézá například na pamětní desce obětem 2. světové války umístěné na domě číslo 34/7 v ulici Anny Letenské na Praze 2, (dříve ulice „Ve Pštrosce“). To bylo jedno z hlavních center, v jehož prostorách se tajně scházeli členové organizace PVVZ. V tomto domě se nacházely jednak byty Anny Pollertové, ale také zde měl ordinaci MUDr. Viktor Kaufmann. V této ordinaci proběhly na začátku okupace schůzky první garnitury vedení odbojové organizace PVVZ. Pamětní deska obsahuje jména těch, kteří se konce války nedočkali.